# Francis Gillot
Francis Gillot (pronúncia em francês: [fʁɑ̃sis ʒilo]; Maubeuge, 9 de fevereiro de 1960) é um ex-futebolista e treinador de futebol francês. Como treinador, o maior sucesso de Gillot foi vencer a Taça Intertoto da UEFA de 2005, com o Lens. Ele também conquistou a Copa da França de 2012–13, com o Bordeaux.